# Naaba Koom
Naaba Koom est un souverain du Royaume Mossi de Boussouma (ou Busma), important État  mossi au Burkina Faso. 

## Biographie
Fils de Naaba Ligdi et de Tibila (fille Yarga de Mané), il est intronisé roi en 1890 après avoir éliminé son frère aîné Vênnewindé. 
Son nom de règne Koom est : Koom pusgri,n'tont lepo, autrement dit « l'eau a jailli de la source et refuse d'y retourner » ; ou encore Pag vin guelbin saka boaanda autrement dit « la femme n'a qu'à répondre à celui qui l'appelle au lieu de frimer » ; ou encore nikiem yirg zi wend n boon windg ti wend, wennam ya toor ti windg ya tooré, autrement dit « le vieux étourdi ignore dieu et le confond au soleil,alors que dieu et le soleil sont différents » ; ou encore Kalg n gor sen yag ne kango gne bao a toub yaama, autrement dit « l'arbuste aux larges feuilles qui est voisin de l'arbuste épineux, c'est lui qui a cherché ses oreilles lacérées ». Au cours de son règne, Il assassine des grands dignitaires de son père tel que Balm Naaba Targnèbga. Lors de la colonisation française, il s'opposa aux Français qui le destituent en 1908. On trouve ses descendants directs à la tête des principautés de Gouli, Lèbda et Nessomtenga (Dimbiisi de Boussouma).

## Sources
- Rimpazangdé Zacharia SOULGA, amateur d'Histoire